# Voiles de Saint-Tropez
Pour les articles homonymes, voir Tropez.
Les Voiles de Saint-Tropez sont de multiples régates qui ont lieu une fois par an dans le golfe de Saint-Tropez pendant une semaine en fin septembre - début octobre. L'événement, parrainé par le Yacht Club de France, dure 9 jours et regroupe environ 300 voiliers classiques et modernes. La manifestation succède depuis 1999 à la Nioulargue, semaine de régate antérieure entre 1981 à 1995.

## Histoire

### Création de la course
Cette régate a pour origine un défi lancé et relevé fin septembre 1981 entre 2 skippers : Jean Laurain et Dick Jayson, respectivement skipper d'Ikra (un 12 mètre JI appartenant à Jean Rédelé) pour le premier et propriétaire de Pride (un Swan 44 (en)) pour le second. Le départ est donné au droit de la tour du Portalet à Saint-Tropez et le point à virer est la bouée du haut fond de la Nioulargue pour arriver devant le Club 55, un restaurant de plage de Pampelonne, ou le perdant devait inviter les deux équipages à déjeuner. Le virage de la Nioulargue sera finalement abandonné pour la route directe, d'un commun accord par radio VHF pendant la course, l'heure du déjeuner étant déjà passablement avancée.
Le patron du Club 55, Patrice de Colemont, nomme l'évènement « Club 55 Cup » lorsqu'il en parle à un journaliste de Var-Matin.

### Nioulargue jusqu'en 1995
Un an après, d'autres voiliers désirent se mesurer sur ce même parcours. La course devient une régate internationale dès cette 2ème édition sous le nom de Nioulargue, avec la présence du Queen of Sheba (un She 36 belge).
La régate s'ouvre à la classe Maxi en 1983, et est inscrite au calendrier officiel de la classe l'année suivante. L'édition 1984 est remportée par le maxi Gitana VIII (Skipper : Jean-Hervé Mer, barreur : Harold Cudmore) face à, entre autres, Coriolan (Eric Tabarly), Jet-Service (Patrick Morvan) et Helisara VI (Herbert Von Karajan).
Cette régate devient progressivement un rendez-vous de fin de saison incontournable (première semaine d'octobre) du circuit des régates méditerranéennes, au même titre que les régates d'Impéria (Italie), Porto Cervo (Sardaigne), Monaco ou encore que les régates royales (Cannes).
Toutes sortes de voiliers y participent : des classiques (comme Endeavour et Pen Duick), des voiliers modernes (Cannonball, Walligator ou encore L'Esprit d’équipe), et des voiliers de série.

#### Incident et fin provisoire
La régate de 1995 marque la fin sous ce nom, à la suite de l'abordage en course de Taos Brett IV (un sloop de 11 m) par Mariette (une goélette de 42 m), cette dernière ayant refusé la priorité. Taos Brett coula causant un mort des suites de ses blessures, un médecin de St-Raphaël happé par une hélice de Mariette.
Lors du procès ouvert à la suite de cet incident les organisateurs ont été incriminés dans un premier temps avant d'être disculpés, et les propriétaires-skippers des deux voiliers ont été tenus responsables.

### Renouveau en tant que Voiles de Saint-Tropez
En 1999, après la fin du procès, les régates recommencent sous l'impulsion de divers acteurs : la Société nautique de Saint-Tropez, les régatiers, mais également divers acteurs économiques locaux. Le nom est alors modifié et la « Nioulargue » s'appelle désormais les « Voiles de Saint-Tropez ».
Le nom « Club 55 Cup » est redonné depuis 2003 aux défis du jeudi où 2 voiliers peuvent s'opposer sur le parcours historique.

## Déroulement
La régate se déroule sur 1 ou 2 semaines fin septembre - début octobre chaque année.
Les catégories sont :
- les Maxi yachts ;
- les bateaux classiques, avec par exemple Moonbeam ou Nan of Fife en 2018, Shenandoah en 2022 [8] ;
- et les bateaux modernes .

En 2023, environ 250 bateaux participent à l'évènement.